# Albéric d'Hardivilliers
Albéric d'Hardivilliers est un écrivain et un illustrateur français né en 1981.

## Biographie
Diplômé de l'École supérieure d'arts graphiques (ESAG) en 2006, il travaille comme graphiste indépendant.
Il cofonde en 2010 le magazine de voyage A/R dont il est le directeur artistique.